# Georges Rigaud
Pour les articles homonymes, voir Rigaud.
Ne doit pas être confondu avec Georges Rigault.
Georges Rigaud ou George Rigaud (Pedro, Jorge, Rigato Delissetche), né le 11 août 1905 à Buenos Aires (Argentine) et mort le 17 janvier 1984 à Leganés (Espagne), est un acteur français.

## Biographie
Pedro Jorge Rigato Delissetche quitte tôt l'Argentine avec sa famille pour la France et il fait ses premiers bouts d’essai au cinéma, au début des années trente, sous le pseudonyme de Georges Rigaud. Il obtient son premier grand rôle en 1933 avec 14 Juillet, durant les années 1930, on retrouve Rigaud dans Une histoire d'amour ou encore Nitchevo. Georges Rigaud retourne en Argentine en 1941, où il joue dans Eclipse de sol (es) puis il partira pour Hollywood. En 1956, il décide de revenir en Europe et plus précisément en Espagne où il finit par se fixer. Georges Rigaud continue d'enchaîner les rôles même si à partir des années 1960 ses rôles sont plus secondaires. Il fit une longue et fructueuse carrière internationale aux États-Unis, en Grande-Bretagne, en Italie, en Allemagne, en Argentine et en Espagne. Il décède des suites d'un accident à Leganés où il est renversé par une motocyclette.

## Filmographie

### Période 1931-1939

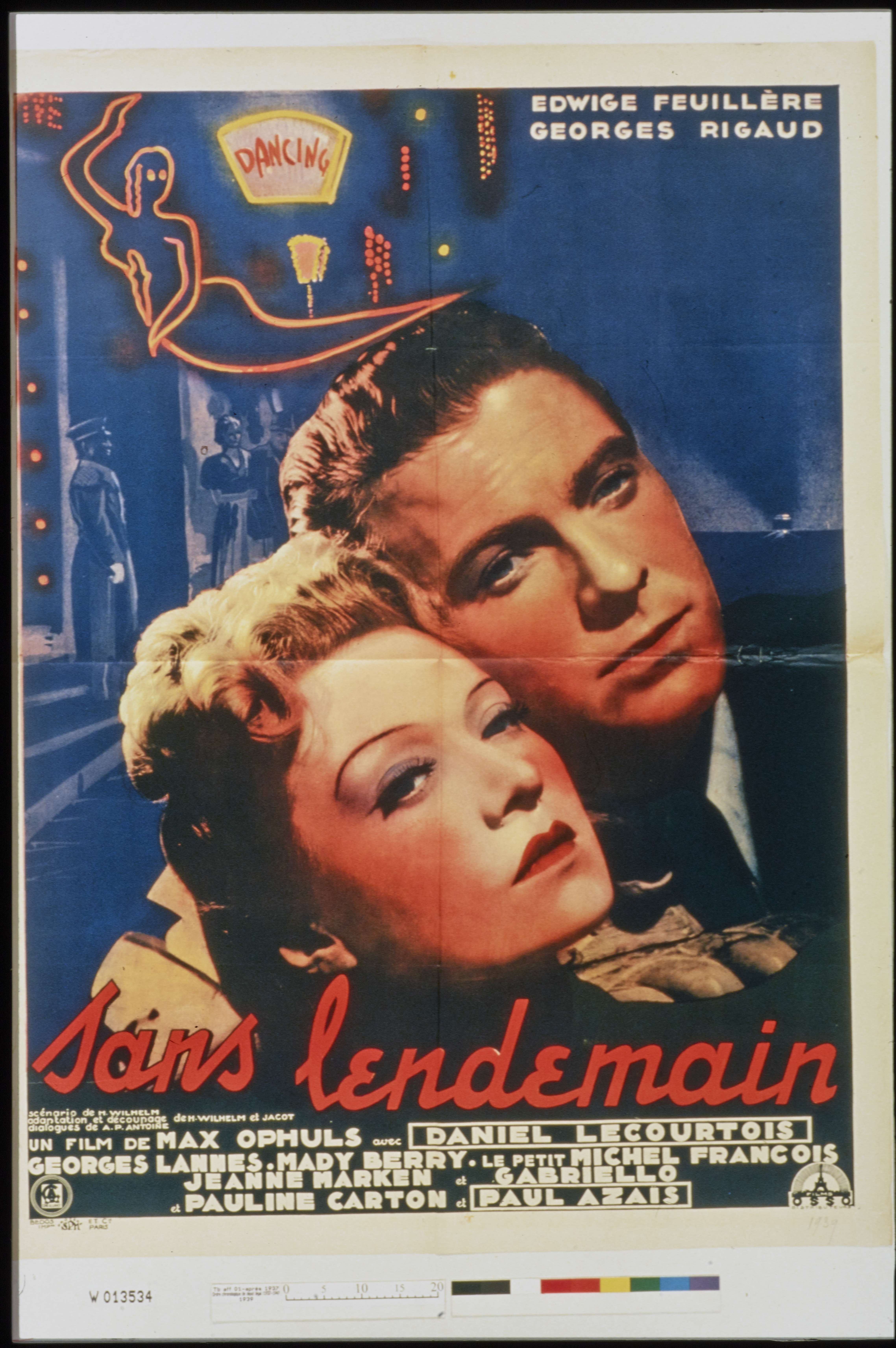
Affiche de Sans lendemain.

- 1931 : Sous le casque de cuir de Albert de Courville
- 1932 : Le Champion du régiment de Henry Wulschleger
- 1932 : Fantômas de Paul Fejos
- 1932 : Rivaux de la piste de Serge de Poligny
- 1933 : 14 Juillet de René Clair
- 1933 : Idylle au Caire de Reinhold Schünzel et Claude Heymann
- 1933 : Une histoire d'amour (Liebelei) de Max Ophüls
- 1933 : Tambour battant d'André Beucler et Arthur Robison
- 1933 : Son Altesse Impériale de Victor Janson et Jean Bernard-Derosne
- 1933 : L'Ordonnance de Victor Tourjansky
- 1935 : Divine de Max Ophüls
- 1935 : Joli Monde de René Le Hénaff
- 1935 : Debout là-dedans ! de Henry Wulschleger
- 1935 : La Marraine de Charley de Pierre Colombier
- 1935 : La Vie parisienne de Robert Siodmak
- 1935 : Taxi de minuit de Albert Valentin - court métrage -
- 1936 : Le Roman d'un spahi de Michel Bernheim
- 1936 : L'Esclave blanc de Jean-Paul Paulin
- 1936 : Nitchevo de Jacques de Baroncelli : Hervé de Kergoët
- 1936 : La Peur / Vertige d'un soir de Victor Tourjansky
- 1936 : Puits en flammes de Victor Tourjansky
- 1937 : Nostalgie de Victor Tourjansky
- 1937 : Nuits de feu de Marcel L'Herbier
- 1937 : La Griffe du hasard de René Pujol
- 1937 : Sarati le terrible d'André Hugon : Gilbert de Kéradec
- 1938 : Accord final de I. Rosenkranz
- 1939 : Face au destin d'Henri Fescourt
- 1939 : Sans lendemain de Max Ophüls

### Période 1940-1949
- 1940 : Trois Argentins à Montmartre d'André Hugon
- 1940 : L'Intruse (Abbandono) de Mario Mattoli
- 1941 : Embrujo (es) d'Enrique Susini (en)
- 1941 : Ultimo refogio de John Reinhardt
- 1941 : El gran secreto (es) de Jacques Rémy
- 1942 : Vidas marcadas (es) de Daniel Tinayre
- 1942 : Eclipse de sol (es) de Luis Saslavsky
- 1943 : Dieciseis anos (es) de Carlos Hugo Christensen
- 1943 : Casa de munecas (no) d'Ernesto Arancibia (en)
- 1945 : Vingt-quatre Heures de perm' de Maurice Cloche
- 1945 : Paris Underground de Gregory Ratoff
- 1945 : Masquerade à Mexico (Masquerade in Mexico) de Mitchell Leisen
- 1948 : L'Homme aux abois - (I walk alone) de Byron Haskin
- 1948 : El extrano caso de la mujer asesinada (es) de Boris H. Hardy (es)
- 1948 : Sang noir (Native son sangre negra) de Pierre Chenal
- 1949 : La trampa (en) de Carlos Hugo Christensen
- 1949 : Cita en las estrellas (en) de Carlos Schlieper

### Période 1950-1959
- 1950 : Escuela de campeones (en) de Ralph Pappier
- 1951 : La picara cenicienta (es) de Francisco Mugica
- 1951 : Sang noir (Native Son)
- 1951 : Deshonra (en) de Daniel Tinayre
- 1952 : La muerte en las calles (en) de Léo Fleider (en)
- 1952 : El baldio (es) de Carlos Rinaldi (es)
- 1953 : Siete gritos en el mar (es) d'Enrique Carreras
- 1954 : Mas pobre que una laucha (en) de Julio Saraceni (es)
- 1954 : El festin de Satanas (es) de Ralph Pappier
- 1955 : Los maridos de mama (es) d'Edgardo Rogni (es)
- 1955 : Enigma de mujer (es) de Enrique Cahen Salaberry (es)
- 1956 : La dama del millon (es) d'Enrique Cahen Salaberry (es)
- 1956 : El tango en Paris (es) de Arturo S. Mom (es)
- 1957 : Un verre de whisky (es) (Un vaso de whisky) de Julio Coll
- 1958 : Carlota de Enrique Cahen Salaberry (es)
- 1959 : Du rififi chez les femmes de Alex Joffé
- 1959 : John Paul Jones, le maître des mers (John Paul Jones) de John Farrow
- 1959 : Juego de ninos (es) de Enrique Cahen Salaberry (es)
- 1959 : Con la vida hicieron fuego (es) de Ana Mariscal
- 1959 : El dia de los enamorados (es) de Fernando Palacios
- 1959 : Ejercito blanco de Francisco de Borja Moro

### Période 1960-1969
- 1960 : Amor bajo cero (es) de Ricardo Blasco
- 1960 : Mi calle de Edgar Neville
- 1960 : Fusillade dans la nuit (Regresa un desconocido) de Juan Bosch
- 1960 : Heroes de blanco (es) de Enrique Carreras
- 1961 : Le Colosse de Rhodes (Il colosso di Rodi) de Sergio Leone
- 1961 : Mara de Miguel Herrero
- 1961 : El ultimo verano de Juan Bosch
- 1961 : El pobre Garcia de Tony Leblanc
- 1961 : No dispares contra mi de José-Maria Nunes (es)
- 1961 : Les Joyeux Voleurs (The Happy Thieves), de George Marshall
- 1962 : Los cuervos (es) de Julio Coll
- 1962 : Vuelve San Valentin (es) de Fernando Palacios
- 1962 : El valle de las espadas de Javier Setó
- 1962 : Occidente y sabotaje (es) de Ana Mariscal
- 1963 : Cerca de las estrellas (es) de César Fernandez Ardavin
- 1963 : Scaramouche  (La mascara di Scaramouche) d’Antonio Isasi-Isasmendi
- 1963 : Escuadrilla de vuelo de Lluis Josep Comeron
- 1963 : Marisol rumbo à Rio (en) de Fernando Palacios
- 1963 : Le Secret de la veuve noire (en) (Das Geheimnis der schwarzen Witwe) de Franz Josef Gottlieb
- 1963 : Eva 63 (es) de Pedro Lazaga
- 1963 : Constance aux enfers de François Villiers
- 1963 : Pour un whisky de plus (Cavalca e uccidi) de Mario Caiano et José Luis Borau
- 1963 : La Tulipe noire de Christian-Jaque
- 1964 : Ella y el miedo de León Klimovsky
- 1964 : Totò d'Arabia (Toto d'Arabia) de José Antonio de la Loma
- 1964 : Rueda de sospechosos de Ramon Fernandez
- 1964 : Un rincon para querernos de Ignacio F. Iquino
- 1964 : El nino y el muro (ca) de Ismael Rodriguez
- 1964 : Jandro (es) de Julio Coll
- 1965 : Le Chemin de l'or (Finger on the trigger) de Sidney W. Pink
- 1965 : Faites vos jeux, mesdames (Hagan juegos senoras) de Marcel Ophüls
- 1965 : L'Enfer du Manitoba (Die hölle von manitoba) de Sheldon Reynolds
- 1965 : Le Tigre se parfume à la dynamite de Claude Chabrol
- 1965 : L'Homme d'Istambul (Estambul 65) de Antonio Isasi-Isasmendi
- 1965 : El rostro del asesino de Pedro Lazaga
- 1965 : Un cercueil pour le shérif (Una bara per lo sceriffo) de Mario Caiano : Wilson
- 1965 : L'Homme de Marrakech de Jacques Deray
- 1966 : Sept Écossais du Texas (Sette pistole per i MacGregor) de Franco Giraldi
- 1966 : Les Centurions (Lost command) de Mark Robson
- 1966 : Pas de pitié pour Ringo (Dos pistolas gemelas) de Rafael Romero Marchent
- 1966 : Mission Apocalypse (Missione apocalisse) de Guido Malatesta
- 1966 : Surcouf, le tigre des sept mers (Surcouf, l'eroe dei sette mari) de Sergio Bergonzelli et Roy Rowland
- 1966 : El tejano de Lesley Selander
- 1966 : Sugar Colt de Franco Giraldi
- 1966 : La Pampa sauvage (es) (Pampa salvaje) de Hugo Fregonese
- 1966 : Le Triomphe des sept desperadas (Frauen die durch die hölle gehen) de Rudolf Zehetgruber
- 1966 : Message chiffré (es) (Cifrato spéciale) de Pino Mercanti
- 1966 : Black box affair : Il mondo trema (es) de Marcello Ciorciolini
- 1967 : Les Aventures extraordinaires de Cervantes (Cervantes) de Vincent Sherman
- 1967 : Codo con codo de Victor Auz
- 1967 : Monsieur Dynamite (Mister dynamite-morgen kübt euch der tod) de Franz Josef Gottlieb
- 1967 : Opération Dalila (en) (Operacion Delilah) de Luis de Los Arcos
- 1967 : Sept Écossais explosent (Sette donne per i MacGregor) de Franco Giraldi
- 1967 : Caccia ai violenti, de Nino Scolaro
- 1967 : Le Carnaval des truands (Ad ogni costo) de Giuliano Montaldo
- 1967 : Très honorable correspondant (Kiss Kiss... Bang Bang) de Duccio Tessari
- 1967 : Sous la loi de Django (La grande notte di Ringo) de Mario Maffei : Jim Bailey
- 1967 : Flatfoot (Llaman de Jamaica, Mr Ward!...e furono vacanze in sangue) de Julio Salmvador
- 1967 : El ultimo dia de la guerra de Juan-Antonio Bardem
- 1968 : Uno scacco tutto matto de Robert Fix
- 1968 : Avec Django, ça va saigner (Quel caldo maledetto giorno di fuoco) de Paolo Bianchini
- 1968 : Les Hommes de Las Vegas (Las Vegas, 500 milliones) d'Antonio Isasi-Isasmendi
- 1968 : Les Mercenaires de la violence (Die große Treibjagd) de Mel Welles
- 1969 : Perversion Story (Una sull'altra) de Lucio Fulci
- 1969 : Les Quatre Desperados (Los desperados) de Julio Buchs
- 1969 : Mort ou vif... de préférence mort (Vivi o preferibilmente morti) de Duccio Tessari
- 1969 : El abominable hombre de la Caosta del Sol de Pedro Lazaga
- 1969 : Crimen imperfecto de Fernando Fernán Gómez
- 1969 : Les Colts des sept mercenaires (Guns of the Magnificent Seven) de Paul Wendkos
- 1969 : Johnny Raton de Vicente Escrivá
- 1969 : Sur ordre du Führer (La battaglia d'Inghilterra) d'Enzo G. Castellari

### Période 1970-1980
- 1970 : Las siete vidas del gato de Pedro Lazaga
- 1970 : Martha de José Antonio Nieves Conde
- 1970 : Le Venin de la peur (Una lucertola con la pelle di donna) de Lucio Fulci
- 1971 : La Machination (Senza via d'uscita) de Piero Sciumè
- 1971 : Les Brutes dans la ville (A town called Bastard) de Robert Parrish
- 1971 : L'Homme qui venait de la haine (El hombre que vino del odio) de Leon Klimovsky
- 1971 : Nicolas et Alexandra (Nicholas and Alexandra) de Franklin Schaffner
- 1971 : Les Rendez-vous de Satan (Perché quelle strane gocce di sangue sul corpo di Jennifer ?) de Giuliano Carnimeo
- 1971 : Nuits d'amour et d'épouvante (La morte cammina con i tacchi alti) de Luciano Ercoli
- 1972 : Méfie-toi Ben, Charlie veut ta peau (Amico stammi lontano almeno un palmo) de Michele Lupo
- 1972 : On l'appelle Spirito Santo (Uomo avvisato mezzo ammazzato...Parola di spirito santo ou Y le llamaban el halcon) de Giuliano Carnimeo : Don Firmino
- 1972 : La Maison de la brune de Francisco Lara-Polop et Pedro Lazaga
- 1972 : Toutes les couleurs du vice (Tutti i color i del buio) de Sergio Martino
- 1972 : Una secretaria para matar de Karl Heinz Zeitler (de)
- 1972 : Mil millones para una rubia de Pedro Lazaga
- 1972 : Terreur dans le Shanghaï express  (Horror Express) d'Eugenio Martín
- 1972 : Le Diable à sept faces (Il diavolo a sette face) d'Osvaldo Civirani
- 1972 : Le Couteau de glace (Il coltello di ghiaccio) d'Umberto Lenzi
- 1973 : Angela ou Les cartes ne mentent jamais (Tarot) de José María Forqué
- 1973 : Santo contra el doctor Muerte de Carlos Romero Marchent
- 1973 : Le Conseiller (Il consigliori) d'Alberto De Martino
- 1973 : Le Complot de René Gainville
- 1973 : Les anges aussi mangent des fayots (Anche gli angeli mangiano faglioli) de Enzo Barboni
- 1974 : El padrino y sus ahijadas de Fernando Merino
- 1974 : Trauma (de) de Karl Heinz Zeitler (de) (sous le nom de « Douglas Fithian »)
- 1974 : Emma, puertas oscuras de José-Ramon Larraz
- 1974 : Los frios senderos del crimen de Carlos Aured
- 1974 : Los viajes escolares de Jaime Chavarri
- 1974 : La ultima jugada de Aldo Sambrell
- 1974 : Perversions sexuelles (El secreto de la momia egipcia) d'Alejandro Marti
- 1974 : Per amare Ofelia de Flavio Mogherini
- 1974 : La Brute, le Colt et le Karaté (Là dove non batte il sole) d'Antonio Margheriti
- 1975 : Chats rouges dans un labyrinthe de verre (Gatti rossi in un labirinto di vetro) d'Umberto Lenzi
- 1975 : El valle de las viudas de Volker Vogeler
- 1975 : Au-delà de l'amour (Largo retorno) de Pedro Lazaga
- 1975 : Léonor (Leonor) de Juan Luis Buñuel
- 1975 : El mejor regalo de Javier Aguirre
- 1975 : La noche de los cien pajaros de Rafael Romero-Marchent et Rafael Moreno-Alba
- 1975 : Casa Manchada (es) de José Antonio Nieves Conde
- 1976 : Le Continent fantastique (Viaje al centro de la Tierra) de Juan Piquer Simón
- 1976 : Uno del millon de muertos de Andres Velasco
- 1976 : Strip-tease de German Lorente
- 1976 : La iniciacion en el amor de Javier Aguirre
- 1976 : Whiskey e fantasmi d'Antonio Margheriti
- 1977 : Dona perfecta de César Fernández Ardavín
- 1978 : Rebeldia d'Andrés Velasco
- 1979 : Paco l'infaillible de Didier Haudepin
- 1979 : Nom de code : Jaguar (El felino) d'Ernest Pintoff
- 1981 : Panique au casino (Black Jack) de Max-Henri Boulois